# Daniel Royer
Daniel Royer (født 22. maj 1990 i Schladming) er en østrigsk fodboldspiller, der spiller for MLS-klubben New York Red Bulls, hvortil han kom i sommeren 2016 efter ét år hos danske  FC Midtjylland. 

## Karriere
Daniel Royer indledte sin karriere i den regionale liga i Østrig, inden han kom til SV Ried i den østrigske Bundesliga. I 2011 skiftede han til Hannover 96 i den tyske Bundesliga, hvor det dog kun blev til få kampe på førsteholdet. Efter første sæson i klubben blev han udlejet til 1. FC Köln i 2. Bundesligaen, og da anden sæson i Tyskland endte, vendte Royer tilbage til hjemlandet, hvor han fik konstrakt med FK Austria Wien. Her spillede han to sæsoner og fik 63 kampe, hvor han scorede 11 mål. 
I sommeren 2015 hentede FC Midtjylland ham til den danske Superliga, hvor han fik en kontrakt til 2019.

## Landsholdskarriere
Daniel Royer har repræsenteret sit land på U/21-holdet i ni kampe, og han har spillet seks kampe på A-landsholdet.